# Куаранти
Куара̀нти (на италиански и на пиемонтски: Quaranti) е село и община в Северна Италия, провинция Асти, регион Пиемонт. Разположено е на 273 m надморска височина. Населението на общината е 180 души (към 2013 г.).